# Князь Юрий Долгорукий (фильм)
«Князь Юрий Долгорукий» — российский исторический фильм 1998 года режиссёра Сергея Тарасова.

## Сюжет
XII век. Князь суздальский Юрий Долгорукий объединяет Русские земли. Но на его пути встают киевский князь Изяслав и боярин Кучка.
Долгорукий приступает к строительству на месте села Кучки центра земли Русской — Кремля, основы будущей Москвы.
После неудачной попытки договориться, во время ссоры воины Юрия убивают Кучку. Сестра и дочь Кучки, возлюбленная Изяслава, переехав в Суздаль, и в ход идёт женское коварство: сестра Кучки пытается соблазнить холостого князя, а дочь соглашается выйти замуж за влюбленного в нее его сына Андрея. Попытка отравить Долгорукого проваливается — смертоносную чашу выпивает любящая его наложница.
Долгорукий разбивает Киевское войско — и русские земли объединяются вокруг Москвы.

## В ролях
- Борис Химичев — князь Юрий Долгорукий
- Михаил Глузский — советник Шиманович
- Евгений Парамонов — княжич Андрей
- Борис Невзоров — боярин Кучка
- Аристарх Ливанов — князь Изяслав
- Лидия Федосеева-Шукшина — Ефросинья, сестра Кучки
- Ксения Игнатова — Улита
- Юлия Силаева — Светляна
- Римма Маркова — кормилица
- Александр Филиппенко — шут Филька
- Евгений Жариков — Лука
- Александр Ильин — воевода
- Николай Олялин — князь Святослав
- Александр Голобородько — посланник Святослава
- Владимир Смирнов — мостовик
- Александр Леньков — браконьер

## Съёмки
Место съёмок фильма — музей деревянного зодчества города Суздаля.

## Историческая достоверность
В совместной рецензии историка Татьяны Никольской и искусствоведа Ирины Катченковой в журнале «Север» фильм был резко раскритикован, отмечено, что он «изобилует „ляпами“, которые бросаются в глаза даже выпускнику средней школы». Историк Е. А. Пчелов указал, что этот фильм, «изобилующий грубейшими историческими ошибками», вышел в момент волны интереса к царской династии в 1990-х годах, повлекшей не анализ личности, а «создание мифологизированого образа» Юрия Долгорукого, далёкого от исторической реальности.
Но создатели фильма и не претендовали на историчность, ставя цель (причём при очень малом бюджете) создать в период упадка российского кинематографа середины 1990-х исторический фильм:

…нам удалось снять фильм, посвященный российской истории, показать Русь двенадцатого века и её героев такими, какими мы, создатели киноленты, их себе представляем. И пусть наши представления в чем-то и наивны, зато они искренни.— Борис Химичев, исполнитель главной роли и муж продюсера фильма, газета «Культура», № 34, 1998

## Кинофестивали, номинации и награды
- Кинопремия «Ника» (1999) — номинация в категории «Лучшая работа художника по костюмам» (С. Медовая).
- Кинофестиваль «Золотой Витязь» (1999) — диплом жюри за лучшую мужскую роль Б. Химичеву (совм. с Н. Олялиным, за фильм «Окраина»).
- Кинофестиваль «Созвездие» (1999) — премия за актёрский дебют (К. Игнатова).